# Gongylidiellum
Gongylidiellum is een geslacht van spinnen uit de familie hangmatspinnen (Linyphiidae).

## Soorten
De volgende soorten zijn bij het geslacht ingedeeld:
- Gongylidiellum blandum Miller, 1970
- Gongylidiellum chiardolae Caporiacco, 1935
- Gongylidiellum compar (Westring, 1861)
- Gongylidiellum confusum Thaler, 1987
- Gongylidiellum crassipes Denis, 1952
- Gongylidiellum edentatum Miller, 1951
- Gongylidiellum hipponense (Simon, 1926)
- Gongylidiellum kathmanduense Wunderlich, 1983
- Gongylidiellum latebricola (O. P.-Cambridge, 1871)
- Gongylidiellum linguiformis Tu & Li, 2004
- Gongylidiellum minutum (Banks, 1892)
- Gongylidiellum murcidum Simon, 1884
- Gongylidiellum nepalense Wunderlich, 1983
- Gongylidiellum nigrolimbatum Caporiacco, 1935
- Gongylidiellum orduense Wunderlich, 1995
- Gongylidiellum tennesseense Petrunkevitch, 1925
- Gongylidiellum vivum (O. P.-Cambridge, 1875)